# Молодковец, Юрий Алексеевич
Юрий Алексеевич Молодковец (род. 3 марта 1963, Палдиски, Харьюмаа) — фотограф-художник Эрмитажа, автор фотографий к более чем двумстам каталогам и альбомам, посвящённым собраниям и коллекциям Эрмитажа и книгам по истории и архитектуре Санкт-Петербурга.
Активно сотрудничает с российскими и зарубежными арт-журналами и арт-изданиями по искусству, архитектуре и дизайну, автор более сорока масштабных персональных фотовыставок, проходивших в России и Европе.
Работы фотографа находятся в собраниях восемнадцати российских музеев, а также в частных коллекциях России, Франции, Великобритании и США.
Член редакционных советов журналов «Эрмитаж» и «Проектор», арт-директор журнала «Адреса Петербурга».
Собиратель живописи, графики и фотографии ленинградского авангарда и современного искусства Петербурга.

## Биография
Родился в эстонском городе Палдиски 3 марта 1963 года. Получил высшее образование в Ленинградском государственном институте культуры имени Н. К. Крупской.
В 1981 году призван в армию и два года отслужил в воздушно-десантных войсках.
В настоящее время преподаёт в Санкт-Петербургском государственном университете технологии и дизайна курс «Фотоискусство».

## Фотокарьера
Услугами фотографа пользуются несколько российских и зарубежных изданий, таких как газеты «Аргументы и факты», «Московские новости», журналы «ELLE», «Cosmopolitan», «ROSSICA», «Дизайн интерьера», «Штаб-квартира», «Спб Собака.ру», «Адреса Петербурга» и другие.
Провёл девятнадцать персональных выставок в Санкт-Петербурге, Москве, Лондоне, Амстердаме, Новосибирске.
Работы Юрия Молодковца были представлены на многочисленных выставках и фестивалях:
- «Весь Петербург»;
- FotoFair;
- «Осенний фотомарафон»;
- EcoDesign;
- «Мода и стиль»;
- «Русский альбом»;
- New Hermitage;
- «Сокровища Петербурга»;
- «Петербург — Израиль»;
- «Новый Эрмитаж»;
- «Рождество».

Участвовал в издании «Митьки-Газета» и работе издательств «Митькилибрис», «Красный Матрос», «Тихая Книга». Проживает в Петербурге.